# Margaret Court
Margaret Court (nhũ danh là Smith, sinh ngày 16 tháng 7 năm 1942), còn được gọi là Margaret Smith Court, là cựu vận động viên quần vợt chuyên nghiệp số 1 thế giới người Úc. Cô là người giành được danh hiệu Grand Slam nhiều hơn bất cứ 1 người phụ nữ nào khác trong lịch sử quần vợt.
Năm 1970, Court là tay vợt nữ đầu tiên trong kỷ nguyên mở rộng (và là tay vợt nữ thứ 2 trong lịch sử quần vợt) giành chiến thắng cả bốn giải Grand Slam đơn trong cùng 1 năm dương lịch. Court đang giữ kỷ lục Grand Slam đơn với 24 danh hiệu. Cô cũng giành được 19 danh hiệu ở nội dung đôi nữ và 21 danh hiệu ở nội dung đôi nam nữ, tổng cộng là 64 danh hiệu lớn. (có nơi ghi là tổng cộng 66 danh hiệu,, có nơi ghi 62 danh hiệu).

## Cuộc đời, sự nghiệp
Margaret Smith là người trẻ nhất trong 4 người con của Lawrence Smith và Catherine Smith. Cô có 2 anh trai, Kevin và Vincent, 1 chị gái, Conor Dorsett. Cô là người thuận tay trái nhưng đã tập luyện để sử dụng tốt tay phải. Cô bắt đầu chơi quần vợt khi 8 tuổi và đến năm 17 tuổi (năm 1960), cô giành chiến thắng đầu tiên tại giải vô địch Australia.
Cô trở thành tay vợt nữ đầu tiên của Australia giành chiến thắng một giải Grand Slam ở nước ngoài, khi cô giành chiến thắng trong giải vô địch Pháp và Mỹ trong năm 1962. Các năm sau đó, cô tiếp tục giành chiến thắng tại Wimbledon.
Sau Wimbledon 1966, cô tạm giã từ quần vợt để kết hôn với Barry Court năm 1967, cha của Barry Court là Sir Charles Court, và anh trai, Richard Court đều từng là Thủ tướng Tây Úc. Cô trở lại sự nghiệp quần vợt trong năm 1968 và đến năm 1970 cô đã giành chiến thắng cả bốn danh hiệu Grand Slam đơn trong 1 năm. Năm tiếp đó, cô để thua trong trận chung kết Wimbledon trước Evonne Goolagong Cawley trong lúc mang thai đứa con đầu lòng - Daniel, được sinh vào tháng 3 năm 1972. Court tạm nghỉ thi đấu một thời gian và trở lại vào cuối năm đó, thi đấu tại US Open và tiếp tục thi đấu suốt năm 1973. Năm 1974, cô sinh đứa con thứ 2 (Marika) và nghỉ thi đấu đến tháng 11. Cô vắng mặt hầu hết các giải đấu trong năm 1976, khi có đứa con thứ 3 và trở lại thi đấu vào đầu năm 1977 nhưng sau đó cô đã nghỉ hưu vĩnh viễn khi mang thai đứa con thứ 4. Cô tham gia các giải đấu Grand Slam cuối cùng vào năm 1975.
Năm 1973, Court nhận lời thách đấu của cựu tay vợt nam số 1 thế giới - Bobby Riggs (lúc này đã 55 tuổi)), trận đấu diễn ra tại Ramona, California, Riggs đã đánh bại cô với tỉ số 6–2, 6–1. 4 tháng sau, Billie Jean King đã đánh bại được Riggs trong trận đấu giới tính (Battle of the Sexes) diễn ra ở Houston Astrodome.
Court được vinh danh trong Đài danh vọng quần vợt thế giới năm 1970. Vào tháng 1 năm 2003, sân số 1 tại khu vui chơi giải trí tổng hợp Melbourne Park đã được đổi tên Margaret Court Arena.

## Thành tích tại các giải Grand Slam

### Chung kết đơn nữ (24 vô địch, 5 á quân)
| Kết quả                               | Năm  | Giải đấu                     | Mặt sân | Đối thủ                 | Tỉ số                 |
| ------------------------------------- | ---- | ---------------------------- | ------- | ----------------------- | --------------------- |
| Winner                                | 1960 | Australian Championships (1) | Grass   | Jan Lehane O'Neill      | 7–5, 6–2              |
| Winner                                | 1961 | Australian Championships (2) | Grass   | Jan Lehane O'Neill      | 6–1, 6–4              |
| Winner                                | 1962 | Australian Championships (3) | Grass   | Jan Lehane O'Neill      | 6–0, 6–2              |
| Winner                                | 1962 | French Championships (1)     | Clay    | Lesley Turner Bowrey    | 6–3, 3–6, 7–5         |
| Winner                                | 1962 | US Championships (1)         | Grass   | Darlene Hard            | 9–7, 6–4              |
| Winner                                | 1963 | Australian Championships (4) | Grass   | Jan Lehane O'Neill      | 6–2, 6–2              |
| Winner                                | 1963 | Wimbledon (1)                | Grass   | Billie Jean Moffitt     | 6–3, 6–4              |
| Runner-up                             | 1963 | US Championships (1)         | Grass   | Maria Bueno             | 5–7, 4–6              |
| Winner                                | 1964 | Australian Championships (5) | Grass   | Lesley Turner Bowrey    | 6–3, 6–2              |
| Runner-up                             | 1964 | Wimbledon (1)                | Grass   | Maria Bueno             | 4–6, 9–7, 3–6         |
| Winner                                | 1964 | French Championships (2)     | Clay    | Maria Bueno             | 5–7, 6–1, 6–2         |
| Winner                                | 1965 | Australian Championships (6) | Grass   | Maria Bueno             | 5–7, 6–4, 5–2 retired |
| Runner-up                             | 1965 | French Championships (1)     | Clay    | Lesley Turner Bowrey    | 3–6, 4–6              |
| Winner                                | 1965 | Wimbledon (2)                | Grass   | Maria Bueno             | 6–4, 7–5              |
| Winner                                | 1965 | US Championships (2)         | Grass   | Billie Jean Moffitt     | 8–6, 7–5              |
| Winner                                | 1966 | Australian Championships (7) | Grass   | Nancy Richey            | walkover              |
| Runner-up                             | 1968 | Australian Championships (1) | Grass   | Billie Jean King        | 1–6, 2–6              |
| ↓ Open Era ↓ (11 titles, 1 runner-up) |      |                              |         |                         |                       |
| Winner                                | 1969 | Australian Open (8)          | Grass   | Billie Jean King        | 6–4, 6–1              |
| Winner                                | 1969 | French Open (3)              | Clay    | Ann Haydon-Jones        | 6–1, 4–6, 6–3         |
| Winner                                | 1969 | US Open (3)                  | Grass   | Nancy Richey            | 6–2, 6–2              |
| Winner                                | 1970 | Australian Open (9)          | Grass   | Kerry Melville Reid     | 6–1, 6–3              |
| Winner                                | 1970 | French Open (4)              | Clay    | Helga Niessen Masthoff  | 6–2, 6–4              |
| Winner                                | 1970 | Wimbledon (3)                | Grass   | Billie Jean King        | 14–12, 11–9           |
| Winner                                | 1970 | US Open (4)                  | Grass   | Rosemary Casals         | 6–2, 2–6, 6–1         |
| Winner                                | 1971 | Australian Open (10)         | Grass   | Evonne Goolagong Cawley | 2–6, 7–6, 7–5         |
| Runner-up                             | 1971 | Wimbledon (2)                | Grass   | Evonne Goolagong Cawley | 4–6, 2–6              |
| Winner                                | 1973 | Australian Open (11)         | Grass   | Evonne Goolagong Cawley | 6–4, 7–5              |
| Winner                                | 1973 | French Open (5)              | Clay    | Chris Evert             | 6–7, 7–6, 6–4         |
| Winner                                | 1973 | US Open (5)                  | Grass   | Evonne Goolagong Cawley | 7–6, 5–7, 6–2         |

| Giải đấu        | 1959  | 1960  | 1961  | 1962  | 1963  | 1964  | 1965  | 1966  | 1967  | 1968  | 1969  | 1970  | 1971  | 1972  | 1973  | 1974  | 1975  | Career SR |
| --------------- | ----- | ----- | ----- | ----- | ----- | ----- | ----- | ----- | ----- | ----- | ----- | ----- | ----- | ----- | ----- | ----- | ----- | --------- |
| Australian Open | 2R    | W     | W     | W     | W     | W     | W     | W     | A     | F     | W     | W     | W     | A     | W     | A     | QF    | 11 / 14   |
| French Open     | A     | A     | QF    | W     | QF    | W     | F     | SF    | A     | A     | W     | W     | 3R    | A     | W     | A     | A     | 5 / 10    |
| Wimbledon       | A     | A     | QF    | 2R    | W     | F     | W     | SF    | A     | QF    | SF    | W     | F     | A     | SF    | A     | SF    | 3 / 12    |
| US Open         | A     | A     | SF    | W     | F     | 4R    | W     | A     | A     | QF    | W     | W     | A     | SF    | W     | A     | QF    | 5 / 11    |
| SR              | 0 / 1 | 1 / 1 | 1 / 4 | 3 / 4 | 2 / 4 | 2 / 4 | 3 / 4 | 1 / 3 | 0 / 0 | 0 / 3 | 3 / 4 | 4 / 4 | 1 / 3 | 0 / 1 | 3 / 4 | 0 / 0 | 0 / 3 | 24 / 47   |

### Nội dung đôi nữ
| Giải đấu        | 1959  | 1960  | 1961  | 1962  | 1963  | 1964  | 1965  | 1966  | 1967  | 1968  | 1969  | 1970  | 1971  | 1972  | 1973  | 1974  | 1975  | 1976  | Career SR |
| --------------- | ----- | ----- | ----- | ----- | ----- | ----- | ----- | ----- | ----- | ----- | ----- | ----- | ----- | ----- | ----- | ----- | ----- | ----- | --------- |
| Australian Open | A     | F     | W     | W     | W     | F     | W     | F     | A     | SF    | W     | W     | W     | A     | W     | A     | F     | QF    | 8 / 14    |
| French Open     | A     | A     | 3R    | F     | F     | W     | W     | W     | A     | A     | F     | SF    | SF    | A     | W     | A     | A     | A     | 4 / 10    |
| Wimbledon       | A     | A     | F     | SF    | F     | W     | 3R    | F     | A     | QF    | W     | QF    | F     | A     | QF    | A     | QF    | A     | 2 / 12    |
| US Open         | A     | A     | 2R    | QF    | W     | F     | A     | A     | A     | W     | F     | W     | A     | F     | W     | A     | W     | A     | 5 / 10    |
| SR              | 0 / 0 | 0 / 1 | 1 / 4 | 1 / 4 | 2 / 4 | 2 / 4 | 2 / 3 | 1 / 3 | 0 / 0 | 1 / 3 | 2 / 4 | 2 / 4 | 1 / 3 | 0 / 1 | 3 / 4 | 0 / 0 | 1 / 3 | 1 / 1 | 19 / 46   |

### Nội dung đôi nam nữ
| Giải đấu        | 1959  | 1960  | 1961  | 1962  | 1963  | 1964  | 1965  | 1966  | 1967  | 1968  | 1969  | 1970  | 1971  | 1972  | 1973  | 1974  | 1975  | Career SR |
| --------------- | ----- | ----- | ----- | ----- | ----- | ----- | ----- | ----- | ----- | ----- | ----- | ----- | ----- | ----- | ----- | ----- | ----- | --------- |
| Australian Open | A     | A     | A     | A     | W     | W     | W     | SF    | A     | F     | W     | NH    | NH    | NH    | NH    | NH    | NH    | 4 / 6     |
| French Open     | A     | A     | SF    | A     | W     | W     | W     | 3R    | A     | A     | W     | SF    | 3R    | A     | A     | A     | A     | 4 / 8     |
| Wimbledon       | A     | A     | SF    | A     | W     | F     | W     | W     | A     | W     | SF    | 2R    | A     | A     | F     | A     | W     | 5 / 10    |
| US Open         | A     | A     | W     | W     | W     | W     | W     | A     | A     | A     | W     | W     | A     | W     | F     | A     | SF    | 8 / 10    |
| SR              | 0 / 0 | 0 / 0 | 1 / 3 | 1 / 1 | 4 / 4 | 3 / 4 | 4 / 4 | 1 / 3 | 0 / 0 | 1 / 2 | 3 / 4 | 1 / 3 | 0 / 1 | 1 / 1 | 0 / 2 | 0 / 0 | 1 / 2 | 21 / 34   |